# Capsicum spina-alba
Capsicum spina-alba là loài thực vật có hoa trong họ Cà. Loài này được (Dunal) Kuntze mô tả khoa học đầu tiên năm 1891.